# Rezerwat przyrody Travný potok
Rezerwat przyrody Travný potok (cz. Přírodní rezervace Travný potok) – rezerwat przyrody w Czechach, w kraju morawsko-śląskim, w pobliżu wsi Morawki, w powiecie Frydek-Mistek. Po powiększeniu w roku 2000 obejmuje 18,68 ha powierzchni (ponadto 23,8 ha otuliny) w granicach CHKO Beskidy na wschodnim zboczu góry Trawny, nad potokiem Trawny, na wysokości 800–1040 m n.p.m.
Rezerwat chroni las mieszany: buczynę z domieszką jawora, świerka i najrzadziej jodły. Licznie występuje też krzez bez koralowy, z kolei runo jest ubogie (m.in. szczyr trwały, paprotnik kolczasty i in.), jednak z rzadkimi i chronionymi gatunkami grzybów. Z ptaków gniazdują tu m.in. dzięcioł białogrzbiety, włochatka, sóweczka i drozd obrożny.